# Ted Armgren
Ted Armgren, född 27 maj 1988 i Vilhelmina, är en svensk skidskytt.
Armgrens största merit är hans fjärdeplats i sprint från europamästerskapen i skidskytte 2010 i Otepää i Estland, ett EM där han även kom sexa i jaktstarten. I juniorvärldsmästerskapen i skidskytte är Armgrens bästa merit hans åttonde plats i distans från JVM 2009 i Canmore i Kanada. Armgren debuterade i världscupen säsongen 2009/2010 i Oberhof i stafetten där Sverige kom tia. Ett par dagar senare gjorde han sin individuella debut i sprintloppet i Oberhof där han kom på 26:e plats, hans bästa placering i världscupen hittills.
Hans tränare är Jonas Johansson, som efterträtt Wolfgang Pichler som herrtränare för landslaget 2010.
Han är bosatt i Östersund.